# برنامج لوناخود

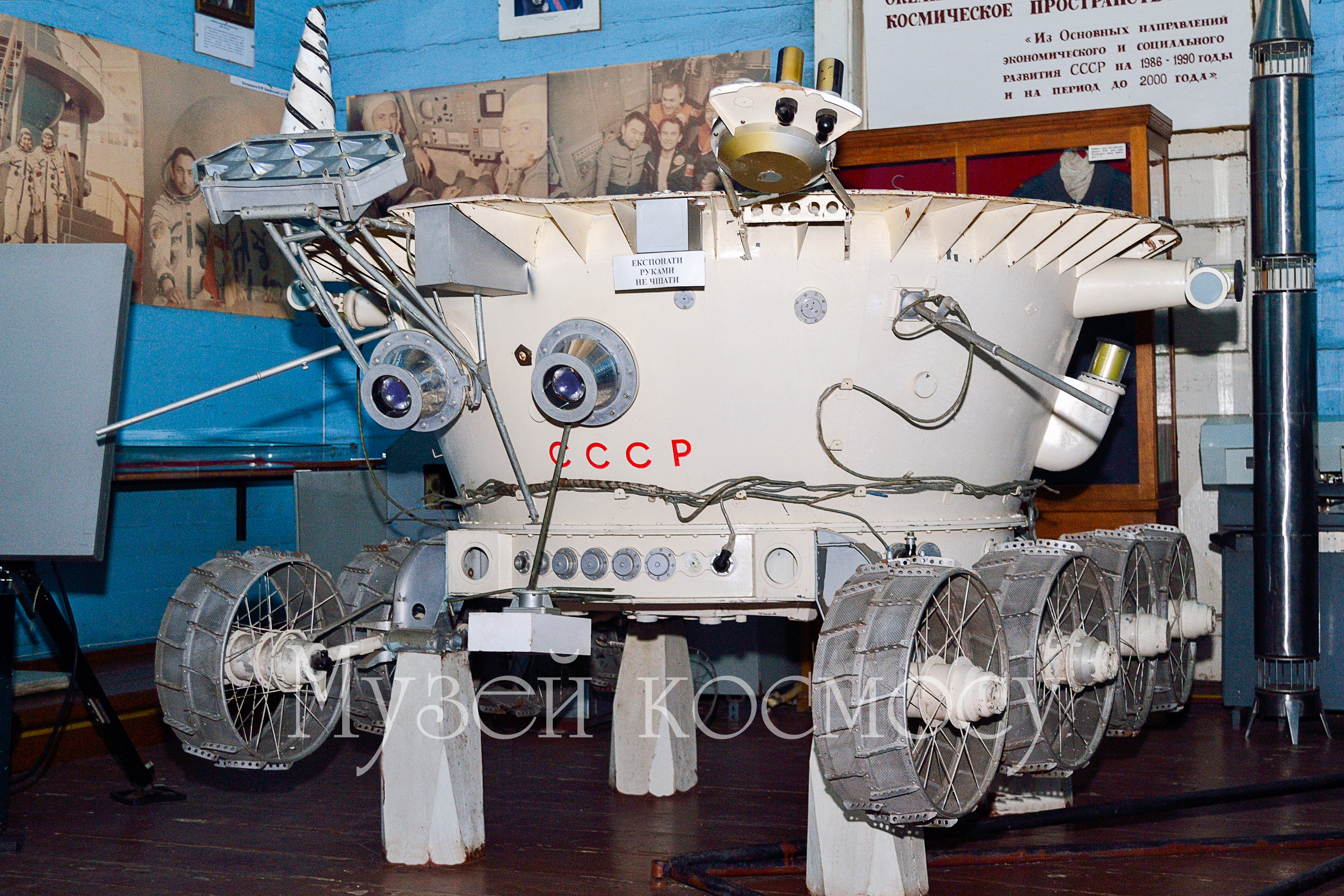

برنامج لوناخود (بالروسية: Луноход وتعني "السير على القمر") كان سلسلة من العربات الفضائية السوفيتية التي صممت للهبوط على سطح القمر بين عامي 1969 و 1977.